# Моса
Мо̀са (на италиански: Mossa; на фриулски: Mosse, Мосе) е село и община в Северна Италия, провинция Гориция, автономен регион Фриули-Венеция Джулия. Разположено е на 59 m надморска височина. Населението на общината е 1674 души (към 2010 г.).